# Sant Benet de Vilaplana
Sant Benet de Vilaplana o Sant Benet de Casamitjana és un temple al terme municipal de Borredà (Berguedà) catalogat l'Inventari del Patrimoni Arquitectònic de Catalunya. Sant Benet de Casamitjana, conegut també amb el nom de Sant Benet de Vilaplana, és documentat a partir del s. XV; la primera notícia és de l'any 1417 i li segueixen les del 1446 i 1452, en diferents deixes testamentàries. La capella és a prop de la gran casa de Casamitjana.
Petita església romànica d'una sola nau amb l'absis orientat a llevant. La nau és coberta amb un arc de mig punt i l'absis semicircular amb volta de quart d'esfera, actualment refeta. A l'edifici primitiu se li sobrealcen els murs, tant de l'absis com de la nau. Són també moderns la porta d'entrada, l'original era al mur de migjorn que avui resta tapiada, l'ull de bou de l'entrada i el campanar, tot al cantó de ponent. L'aparell de l'església, fet de blocs de pedra regulars, resta mig tapat a sota l'argamassa.